# Colobaea eos
Colobaea eos är en tvåvingeart som beskrevs av Rudolf Rozkošný 1991.
Colobaea eos ingår i släktet Colobaea och familjen kärrflugor. Inga underarter finns listade i Catalogue of Life.